# Cyrtodactylus sumuroi
Espèce
Cyrtodactylus sumuroi est une espèce de geckos de la famille des Gekkonidae.

## Répartition
Cette espèce est endémique de Samar aux Philippines.

## Publication originale
- Welton, Siler, Linkem, Diesmos & Brown, 2010 : Philippine Bent-Toed Geckos of the Cyrtodactylus agusanensis Complex: Multilocus Phylogeny, Morphological Diversity, and Descriptions of Three New Species. Herpetological Monographs, vol. 24, n. 1, p. 55-85 (texte intégral).